# Twierdzenie Shannona-Hartleya
Twierdzenie Shannona-Hartleya – twierdzenie w teorii informacji dotyczące przepustowości kanału komunikacyjnego.
Twierdzenie o przepustowości Shannona-Hartleya głosi, że można zwiększyć przepustowość wyrażoną w bitach na sekundę, poprzez zwiększenie szerokości pasma lub mocy sygnału, lub poprzez zmniejszenie szumów. Rezultat jest przedstawiony w postaci następującego równania:
{\displaystyle C=W\log _{2}\left(1+{\frac {S}{N}}\right),}
gdzie:
{\displaystyle C} – przepustowość kanału w bitach na sekundę,
{\displaystyle W} – szerokość pasma w hercach,
{\displaystyle S} – moc sygnału,
{\displaystyle N} – moc szumu,
{\displaystyle S/N} – stosunek mocy sygnału do mocy szumów w skali liniowej.
W praktycznym użyciu stosunek S/N podaje się w skali logarytmicznej:
{\displaystyle SNR[{\text{dB}}]=10\log _{10}{\frac {S}{N}}.}